# Hynek Krušina IV. z Lichtenburka
Hynek Krušina IV. z Lichtenburka (asi 1392 – 4. března 1454, Kladsko) byl český šlechtic z významného panského rodu Ronovců, husitský válečník a v prvním období husitské revoluce hejtman orebitů. V bitvě pod Vyšehradem v roce 1420 byl hlavním velitelem spojených husitských vojsk. Později přešel na stranu krále Zikmunda.

## Život

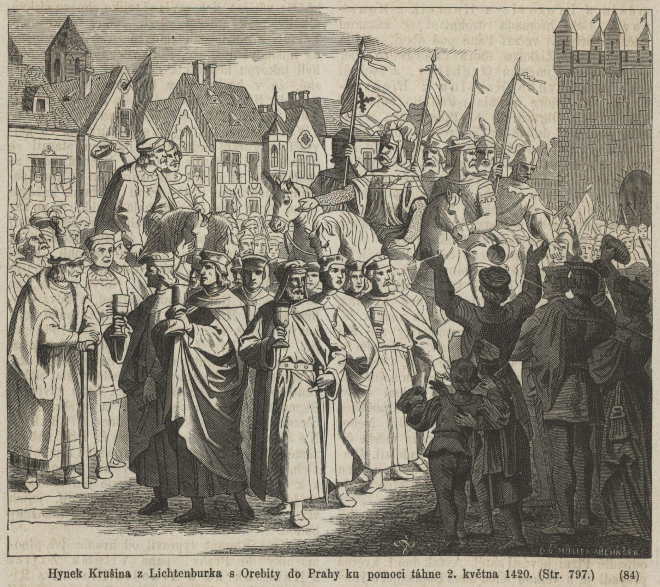
Hynek Krušina z Lichtenburka a orebité v Praze 2. května 1420 (Česko-moravská kronika, 1868)

Byl nejstarším synem Jana Krušiny IV. z Lichtenburka, který za krále Václava IV. zastával funkci nejvyššího purkrabího a hofmistra. Po Janově smrti ztratili Lichtenburkové hrad Albrechtice, který dal král Janovi do zástavy a nyní byl vrácen do majetku královny Žofie. Soudní spor prohráli, a tak se Hynek Krušina společně svými bratry pokusili vzpourou proti králi a přepadáním královniných statků uplatnit svá práva násilím. Opěrnými body jim byly rodinné hrady Kumburk a Opočno.Vše skončilo v roce 1414 smírem, ale Hynek si tím uzavřel cestu ke dvorským funkcím a také se zadlužil.
V roce 1415 připojil Hynek Krušina svou pečeť na stížný list proti upálení Jana Husa a již na sněmu konaném 5. září 1415 na Starém Městě pražském se stal členem branného svazu husitské šlechty. Mezi východočeskými kališníky, kteří se podle návrší nad Třebechovicemi zvali orebité, byl jakožto šlechtic s vojenskými zkušenostmi vůdčí osobností a stal se jejich hlavním hejtmanem. Na jaře roku 1420 shromáždil orebitské vojenské jednotky a přivedl je do Prahy na pomoc proti první křížové výpravě. Orebitské oddíly přišly do Prahy z venkovských posil jako první. Bitvy na Vítkově se Hynek nezúčastnil, vrátil se domů chránit své statky, ohrožené po pádu Hradce Králové do Zikmundových rukou. Do Prahy se na podzim s dalšími posilami vrátil a jako hlavní velitel spojených husitských vojsk vedl obléhání Vyšehradu. Po delším obléhání dojednal s vyhladovělou vyšehradskou posádkou vydání pevnosti s podmínkou svobodného odchodu, pokud se do 1. listopadu Vyšehradu nedostane pomoci ze strany Zikmunda. Tím se dostal do sporu s velitelem táborských oddílů Mikulášem z Husi. Ve vlastní bitvě pod Vyšehradem měl hlavní zásluhu na vítězství husitů a byl poté odměněn rytířským pásem. Protože patřil k umírněným husitům a neměl rád radikály, byl proti tomu, aby pražané podpořili tábory Mikuláše z Husi při obléhání Říčan. Na protest se vzdal funkce vrchního velitele, spojencem pražanů však zůstal i nadále. Na jaře 1421 vedl orebity na úspěšném tažení ve východních Čechách a na Čáslavském sněmu byl zvolen do prozatímní zemské vlády. Krátce poté velel spolu s Čeňkem z Vartemberka husitskému vojsku vyslanému proti vpádu Slezanů. Místo odvetné akce uzavřeli hejtmani se Slezany nevýhodné příměří, což vyvolalo ve vojsku nespokojenost a oba museli uprchnout před rozzuřenými cepníky; navíc se museli v Praze obhajovat proti žalobě kněze Ambrože, jehož pozice mezi orebity posílila. V létě roku 1421 Hynek Krušina orebský svaz opustil a stáhl se do ústraní, jeho místo zaujal Diviš Bořek z Miletínka. Po pádu Želivského diktatury se znovu zapojil na straně pražanů, podporoval Zikmunda Korybutoviče, účastnil se obléhání Karlštejna. V roce 1423 byl v bitvě u Strauchova dvora na straně poražených, na svatohavelském sjezdu byl jmenován do dvanáctičlenné zemské vlády, která měla porážkou Žižkova nového bratrstva nastolit v zemi. Dále se však již vojensky neangažoval.
Postupně se přiklonil na stranu odpůrců husitství. V roce 1426 uzavřel spolek s představiteli tzv. opočenské strany, v létě 1427 je již zmiňován jako přívrženec Zikmunda Lucemburského. V následujících letech poskytoval informace o pohybech husitských vojsk slezským a lužickým katolíkům, ale více se věnoval kořistnickým nájezdům v oblasti východních Čech, Kladska a Slezska. Do roku 1429 se pravděpodobně vrátil ke katolické víře. Od Zikmunda získal řadu zástav. Po Zikmundově smrti podporoval jako jeho nástupce Albrechta Habsburského, při jehož korunovaci nesl královský meč. V době Albrechtova tažení do Uher byl zvolen členem panské vlády určené ke správě země. V roce 1440 přešel na stranu Hynce Ptáčka z Pirkštejna a v roce 1441 doprovázel královnu-vdovu Barboru z Kladska do Hradce Králové. V tomto i následném období se však více věnoval aktivitám ve Slezsku. Několik let usiloval o koupi rozsáhlého, avšak zadluženého dědictví po Půtovi z Častolovic, až se mu ho podařilo v roce 1440 odkoupit od jeho vdovy Anny z Koldic, s níž se krátce na to oženil a které pomohl získat zpět unesenou dceru. O Kladsko a Minsterbersko pak však vedl se Slezany dlouhé války. V průběhu těchto válek se dále zadlužil, takže ke konci života častolovické panství prodal za nemalou sumu Jiřímu z Poděbrad s tím, že převod majetku se uskuteční až po jeho smrti. Jednou z Hynkových posledních politických aktivit byla účast na volbě Jiřího z Poděbrad zemským správcem v roce 1452.

## Rodina a državy
Jeho otcem byl Jan Krušina (IV.) z Lichtenburka, matka není známá. Měl mladší bratry Alexandra a Jana. Byl dvakrát ženat, první manželkou byla Anna z Házmburka, druhou Anna z Koldic. Z prvního manželství měl syna Viléma, z druhého dvě dcery, Eufémii a Reginu. Základem rodinného majetku byl hrad Kumburk a zpočátku též Opočno, které však Hynek brzy prodal. Za zásluhy ve válkách na straně pražanů získal hrad Lichnici, po smrti bratra zdědil Hostinné, od císaře Zikmunda dostal Miletín. V roce 1440 se jeho državy značně rozrostly koupí častolovického panství, které zahrnovalo vedle zástavního práva na Kladsko a Minsterbersko např. Potštejn, Častolovice, Nové Hrady a Choceň. Po prodeji většiny statků zůstaly jeho synovi jen Kumburk, Miletín a Hostinné.